# Сан Лука
Сан Лу̀ка (на италиански: San Luca) е малко градче и община в Южна Италия, провинция Реджо Калабрия, регион Калабрия. Разположено е на 250 m надморска височина. Населението на общината е 3985 души (към 2012 г.).